# Datenpol Arena

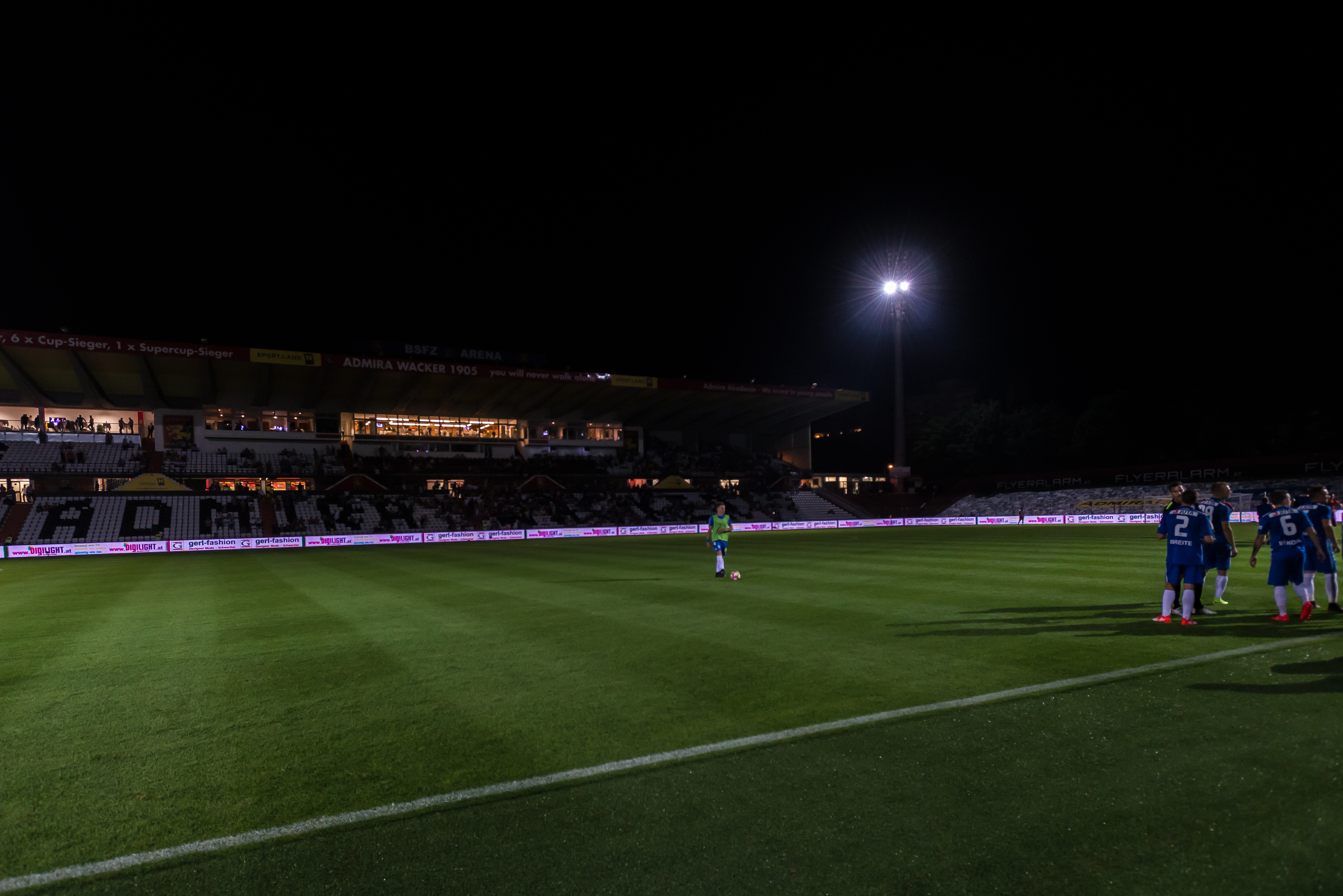
Ausfall der Flutlichtanlage am 28. Juli 2016

Die Datenpol Arena (auch Bundesstadion Südstadt) ist ein Fußballstadion in der österreichischen Marktgemeinde Maria Enzersdorf im Bundesland Niederösterreich. Es ist die Heimspielstätte des Fußballvereins FC Admira Wacker Mödling. Die Anlage bietet 10.600 Plätze und befindet sich in einem der Bundessport- und Freizeitzentren Austria (BSFZ).

## Geschichte
Das Fußballstadion bot rund 12.000 Menschen Platz und wurde in den Jahren 1965 bis 1967 erbaut. 1970 war das Stadion Gastgeber eines Rekordes als nur 1.800 Zuseher dem ÖFB-Cup-Endspiel zwischen dem FC Wacker Innsbruck und dem Linzer ASK beiwohnten, das die Innsbrucker mit 1:0 gewannen.
Der Vorgängerverein des VfB Admira Wacker Mödling, SK Admira Wien, war ursprünglich im Jedleseer Leopold-Stroh-Stadion an der Hopfengasse beheimatet. Der damalige Sponsor des Vereins NEWAG/NIOGAS, Vorgänger des niederösterreichischen Energieversorgers EVN, hatte sich entschlossen, den Verein aus dem Norden Wiens ins niederösterreichische Maria Enzersdorf im Süden der Stadt umzusiedeln. In diesem Ort war auch der Sponsor selbst angesiedelt. Auf seinem Nachbargrundstück ließ er das neue Admira-Stadion Südstadt erbauen. Der Verein spielte bis zum Bau des neuen Stadions Südstadt in Maria Enzersdorf in der Hopfengasse und übergab das Stadion nach dem Auszug 1966 an den Floridsdorfer AC, der bis heute seine Heimspiele dort austrägt.
Die Admira übersiedelte zunächst für die Herbstsaison 1966 in das Stadion Mödling, Spielstätte des VfB Mödling, da das neue Südstadt-Stadion erst mit Verspätung fertiggestellt wurde. Die Eröffnung des neuen Bundesstadions Südstadt konnte schließlich am 4. März 1967 mit dem Meisterschaftsspiel Admira Energie gegen den FC Wacker Innsbruck erfolgen, welches die Heimmannschaft mit 3:1 gewann. Das erste Tor im neuen Stadion erzielte der Admira-Stürmer Wilhelm "Willy" Kreuz.
Charakteristisch für die Arena sind die Grashügel hinter den Toren. Hier sollten ebenfalls Tribünen entstehen, die aus Geldmangel letztlich nicht errichtet wurden.
Nach 41 Jahren wurde das Bundesstadion Südstadt im Sommer 2008 umbenannt. Es trug von 2008 bis 2013 den Namen Trenkwalder Arena. Im Oktober 2008 wurden größere Renovierungsarbeiten vorgenommen. Unter anderem wurde die Flutlichtanlage komplett erneuert. Ein neuer Fernsehturm gegenüber der Haupttribüne liefert seit 2009 attraktivere Fernsehbilder.
Im Frühjahr 2013 einigte sich der Verein mit dem Land Niederösterreich und dem Bundessportzentrum auf eine drittel-paritätische Finanzierung notwendiger Adaptierungsmaßnahmen. Unter anderem soll auf der Rasenfläche im Norden des Stadions eine neue Sitzplatztribüne für die Fanclubs der Mannschaft errichtet werden.
Im August 2013 wurde die Umbenennung des Stadions in BSFZ-Arena bekanntgegeben. Im Sommer 2016 erhielt das Spielfeld eine Rasenheizung.
Am 28. Juli 2016 fiel beim Spiel Admira Wacker Mödling gegen FC Slovan Liberec im Rahmen der Qualifikation für die UEFA Europa League die Flutlichtanlage mehrfach aus. Insgesamt ruhte rund 45 Minuten der Ball.
Im Februar 2020 verlängerte der FC Admira Wacker Mödling den bis 2023 laufenden Pachtvertrag für das Stadion bis in das Jahr 2043. Zur Saison 2022/23 wurde die BSFZ-Arena durch ein Namenssponsoring der Investment-Firma motion_invest in motion_invest Arena umbenannt. Im Oktober 2023 folgte eine weitere Namensänderung in Datenpol Arena.